# Associació Catalana d'Enginyeria de Telecomunicació i Tecnologies Digitals
L'Associació Catalana d'Enginyeria de Telecomunicació i Tecnologies Digitals (Telecos.cat) és una entitat de caràcter privat que des de 1992 representa els enginyers i enginyeres de Telecomunicació a Catalunya. Des de 2022, i arran de l'aprovació del canvi de nom en el decurs de l'Assemblea General Extraordinària celebrada el 14 de desembre de 2021, el col·lectiu també aplega els enginyers i enginyeres vinculats/des a les tecnologies digitals. Actualment, Telecos.cat compta amb més d'un miler de professionals associats.
Telecos.cat dona suport i potencia les carreres professionals dels titulats i titulades en enginyeria de telecomunicació i tecnologies digitals.
Té com a finalitat fonamental la provisió de serveis per als seus membres: assessorament jurídic i laboral, eines per al desenvolupament professional, formació contínua, subscripció a publicacions tècniques i revistes, descomptes en serveis i productes, etc.

## Activitat social
Des de l'any 1993 l'associació publica la revista Telecos en versió paper i digital. La publicació ofereix informació actualitzada i de rigor amb articles, reportatges i entrevistes a personatges de referència en el món de les TIC. És el vehicle de comunicació als seus membres i els permet estar al dia de les novetats i tendències del sector.
Organitza anualment la "Nit de les Telecomunicacions" (des del 2013 Nit de les Telecomunicacions i la Informàtica, juntament amb el Col·legi Oficial d'Enginyeria Informàtica de Catalunya (COEINF), un esdeveniment que reuneix organismes, empreses i professionals del sector TIC del país per compartir i celebrar les novetats de l'any anterior. L'acte serveix per fer el lliurament dels premis que l'organització atorga a personalitats que han destacat en la divulgació de les TIC, o pel seu treball directe en activitats de l'àmbit professional.

## Premis
L'any 1999 l'associació va crear el premi d'Honor de l'associació per distingir el conjunt de la trajectòria professional d'entitats i professionals. El 2019 s'hi afegeix la categoria Internacional d'aquest guardó.
L'associació atorga des de l'any 1996 els premis Salvà i Campillo per reconèixer l'activitat o trajectòria professional destacada, amb dues categories: 
- Enginyer de l'any
- Premi Telecom

L'any 2013, la nova junta directiva va reestructurar aquestes categories redefinint-les com: 
- Premi a l'Emprenedoria
- Premi Personalitat Destacada

Amb el COEINF com a part de l'organització es creen els premis Alan Turing amb dues categories: 
- CIO de l'any
- Premi al Compromís Social.

L'any 2017 es va crear un nou Premi a la Comunicació i Divulgació de les TIC.

### Premis Salvà i Campillo

#### Premi a l'enginyer de l'any
Es guardona l'enginyer de Telecomunicacions, Electrònic o Informàtic que hagi destacat per la seva trajectòria professional en la vessant empresarial o acadèmica a Catalunya.
Es va atorgar entre 1996 i 2012.
| Any  | Premiat                        | Funció                                                                                |
| ---- | ------------------------------ | ------------------------------------------------------------------------------------- |
| 1996 | Fernando Gallego Lázaro        | Execució i projecte node RDSI                                                         |
| 1997 | Mateo Valero Cortés            | Supercomputació en paral·lel. Creador del CEPBA                                       |
| 1998 | Ramon Agustí i Comes           | Investigacions en comunicacions mòbils                                                |
| 1999 | Lluís Jofre Roca               | Director Pla Estratègic per a la Societat de la Informació                            |
| 2000 | Pedro J. Lizcano               | Enginyer Telecomunicació i investigador destacat de Telefónica I+D                    |
| 2001 | Antonio Elías Fusté            | Director Escola Tècnica Superior Enginyers de Telecomunicació de Barcelona            |
| 2002 | Jordi Casamitjana Cucurella    | Vicepresident de Nortel Networks i Director General de Nortel Networks Hispania       |
| 2003 | Miguel Àngel Lagunas Hernández | Professor del Dep. TSC de l'Escola Superior d'Eng. Telecomunicació de Barcelona (UPC) |
| 2004 | Joaquin Badenas Marín          | President de Tecnoimagen                                                              |
| 2005 | Carles Matín Badell            | President de l'INEC i de l'ACET                                                       |
| 2006 | Jesús Labarta                  | Director IT del BSC                                                                   |
| 2007 | José Luis Pérez Baeza          | Fundador de l'empresa Knosos                                                          |
| 2008 | Jordi Botifoll                 | Vicepresident de l'Àrea Mediterrània de Cisco Systems                                 |
| 2009 | Domingo Ruiz Estopiñan         | Director General ADTEL                                                                |
| 2010 | Mònica Sala                    | Directora General d'Orange Catalunya                                                  |
| 2011 | Juan Carlos Riveiro            | Fundador de Gigle Networks                                                            |
| 2012 | Antoni Brey                    | CEO d'Urbiótica                                                                       |

#### Premi a l'emprenedoria
En reconeixement de la capacitat innovadora en la posada en marxa d'iniciatives empresarial o activitats innovadores dins l'àmbit de l'electrònica, les TIC i el sector audiovisual.
S'atorga des del 2013 i representa una adequació del premi a l'enginyer de l'any als nous perfils professionals apareguts en el sector.
| Any           | Premiat                                                | Funció                                                           |
| ------------- | ------------------------------------------------------ | ---------------------------------------------------------------- |
| 2013          | Karen Márquez                                          | Socia fundadora d'Infantium                                      |
| 2014          | Andrés Bou i Horacio Martos                            | Cofundadors de Social Point                                      |
| 2015          | Tomas Diez                                             | Director de Fab Lab Barcelona                                    |
| 2016          | Vesna Prchkovska i Paulo Rodrigues                     | Cofundadores de Mint Labs                                        |
| 2017 ex aequo | Ramon Alós                                             | Fundador y presidente de Optral                                  |
| 2017 ex aequo | José M. Caballero                                      | Fundador i director general d'Albedo Telecom                     |
| 2018          | Mònica Roca                                            | Fundadora, directora general i directora de R+D d'IsardSAT Group |
| 2019          | Josep Ceron i Pere Lumbreras                           | Fundadors d'Intesis Software                                     |
| 2020          | David Riudor, Carlos Rodríguez Antón i Gabriel Esteban | Fundadors de Goin                                                |

#### Premi Telecom
La categoria Telecom reconeix la personalitat pública o privada per la seva divulgació i potenciació de les noves tecnologies de la informació i la comunicació. Hi ha tres modalitats: Internacional, Europea i Espanyola.
Es va atorgar entre 2000 i 2011 en les modalitats Europa i Espanya, i l'edició 2012 va ser atorgat només en la modalitat Internacional.

Internacional:
| Any  | Premiat                        | Funció                                                                                        |
| ---- | ------------------------------ | --------------------------------------------------------------------------------------------- |
| 2012 | Barcelona Mobile World Capital | John Hoffman en representació de la GSMA i Josep Lluís Bonet, President de Fira de Barcelona. |

Europa:
| Any  | Premiat                         | Funció |
| ---- | ------------------------------- | --- |
| 2000 | Michel Carpentier               | Comissió Europea |
| 2001 | Jorma Ollila                    | President Internacional Grup Nokia |
| 2002 | George Metakides                | Director de Tecnologies Esencials i Infraestructures del Programa de les Tecnologies per la Societat de la Informació (IST) de la Unió Europea |
| 2003 | Francisco Javier Benedicto Ruiz | Director del Programa Europeo de Navegación por satélite GALILEO                                                                               |
| 2004 | Tim Berners-Lee                 | Creador de la WWW |
| 2005 | Declan O’Donovan                | Ambaixador d'Irlanda |
| 2006 | César Alierta                   | President de Telefónica |
| 2007 | Fernando Francés                | President de la consultora Everis |
| 2008 | Tobías Martínez                 | Director General d'Abertis Telecom |
| 2009 | Francisco Ros                   | Secretari d'Estat de Telecomunicacions i per la Societat de la Informació                                                                      |
| 2010 | Manuel Martin-Neira             | Proyecto SMOS |
| 2011 | Antonio Luque López             | Director de l'Institut d'Energia Solar |

Espanya:
| Any  | Premiat                     | Funció                                                                         |
| ---- | --------------------------- | ------------------------------------------------------------------------------ |
| 2000 | Fernando Aldana             | Director de la CICYT                                                           |
| 2001 | Ignacio Sánchez Galán       | Conseller Delegat d'AIRTEL                                                     |
| 2002 | Joaquim Pujol i Figa        | President de TRADIA                                                            |
| 2003 | José María Vázquez Quintana | Ex president de la Comissió del Mercat de las Telecomunicacions (CMT)          |
| 2004 | Gonzalo León Serrano        | Secretari General de Política Científica del Ministeri de Ciència i Tecnologia |
| 2005 | Amparo Moraleda             | Presidenta IBM Espanya                                                         |
| 2006 | Dessert                     |                                                                                |
| 2007 | Pedro Mier Albert           | Fundador i president executiu de Mier Comunicacions                            |
| 2008 | Francisco Román             | Presidente de Vodafone                                                         |
| 2009 | Luis Iturrioz               | Vice-conseller de Modernització i Recursos Humans del Govern d'Astúries        |
| 2010 | Juan Mulet                  | Director de la Fundació Cotec                                                  |
| 2011 | Reinaldo Rodríguez          | President de la CMT                                                            |

#### Premi Personalitat Destacada
Reconeix la personalitat pública o privada per la seva divulgació i potenciació de l'Electrònica, les Tecnologies de la
Informació i la Comunicació o de l'Audiovisual dins l'àmbit nacional o internacional.
Es va començar a atorgar l'any 2013 substituint els premis Telecom.
| Any           | Premiat              | Funció                                              |
| ------------- | -------------------- | --------------------------------------------------- |
| 2013          | Francesc Fajula      | Director de la Fundació Banesto                     |
| 2014          | Carlos Domingo       | CEO de Telefónica I+D                               |
| 2015          | Carles Puente        | Cofundador i director científic de Fractus          |
| 2016          | Nuria Oliver Ramírez | Directora científica de Telefónica R+D              |
| 2017          | Lluís Torner         | Director de l'ICFO                                  |
| 2018 Ex aequo | Anna Ripoll          | Presidenta de l'Associació Bioinformàtics Barcelona |
| 2018 Ex aequo | Andreu Veà           | Biògraf d'Internet i emprendedor                    |
| 2019          | Ricardo Baeza-Yates  | CTO d'NTENT Hispania i catedràtic de la UPF         |
| 2020          | Mar Alarcón          | Fundadora i CEO de SocialCar                        |

### Premis Alan Turing
Premis creats l'any 2013 coincidint amb l'entrada del COEINF a l'organització de la Nit.

#### Premi CIO de l'any
El premi reconeix el CIO (Chief Information Officer) que ha destacat per la seva tasca professional en l'àmbit estatal durant l'any anterior.El 2020 aquest premi canvi de nom pel de Joan Clarke i com a reivindicació dels referents femenins del sector TIC.
| Any  | Premiat               | Funció                                                                     |
| ---- | --------------------- | -------------------------------------------------------------------------- |
| 2013 | Jordi Navarro         | CIO de Condis                                                              |
| 2014 | Catalina Grimalt      | CIO del Port de Barcelona                                                  |
| 2015 | Carles Abarca         | CPIO de Banc Sabadell                                                      |
| 2016 | Manel Sanromà         | CIO de l'Ajuntament de Barcelona                                           |
| 2017 | Francesc Muñoz        | CIO de Cuatrecasas Advocats                                                |
| 2018 | Miguel Ángel Iglesias | CIO/ Digital Transformation Leader de Volkswagen Group España Distribución |
| 2019 | Sergi Girona          | CIO/ Director d'Operacions del Barcelona Supercomputing Center             |

#### Premi al Compromís Social
Reconeix a l'impulsor d'iniciatives i projectes innovadors amb un impacte social positiu, aportador de valors en l'àmbit social, mediambiental, cultural o d'integració.
| Any  | Premiat                        | Funció                                                                               |
| ---- | ------------------------------ | ------------------------------------------------------------------------------------ |
| 2013 | Jordi Albó                     | Coordinador projecte de robòtica a La Salle                                          |
| 2014 | Víctor Bautista                | Fundador de Social Diabetes                                                          |
| 2015 | Guttmann Neuropersonal Trainer | Plataforma de telerehabilitación cognitiva impulsada por el Institut Guttmann e ICA. |
| 2016 | Jaume Cunill                   | Fundador de Tech4freedom                                                             |
| 2017 | Jordi Ros                      | Fundador del projecte Labdoo                                                         |
| 2018 | Eva Vidal                      | Impulsora de l'Associació Universitaris per a la Cooperació                          |
| 2019 | AUCOOP                         | Associació d'Universitaris per a la Cooperació de la UPC                             |
| 2020 | Citilab Cornellà               | Pel seu projecte "Edulab"                                                            |

### Premi Joan Clarke
Premi CIO destacat/da
El 2020 el Premi Alan Turing al CIO de l'any canvi el seu nom pel de Joan Clarke al/la CIO (Chief Information Officer) destacat/da i com a reivindicació a les referents femenines del sector TIC.
| Any  | Premiat       | Funció                               |
| ---- | ------------- | ------------------------------------ |
| 2020 | Anna Benavent | CIO del Consorci Sanitari Parc Taulí |

### Premi d'Honor
Atorgat a una persona amb una àmplia i destacada trajectòria professional relacionada amb l'Electrònica, les Tecnologies de la Informació i la Comunicació o l'Audiovisual en l'àmbit tècnic, acadèmic, empresarial o institucional.
La primera edició va ser el 1999.
| Any           | Premiat                                                                                 | Funció |
| ------------- | --------------------------------------------------------------------------------------- | --- |
| 1999          | Ricardo Valle                                                                           | Escuela Técnica Superior de Ingenieros de Telecomunicación de Madrid                                                                                              |
| 1999          | Raimo Lindgren                                                                          | Conseller Delegat d'ERICSSON Espanya |
| 2000          | Manuel Moralejo                                                                         | Director de Retevisión a Catalunya i Baleares |
| 2000          | Miguel A. Canalejo                                                                      | Director general-Conseller delegat d'ALCATEL |
| 2002          | Teófilo del Pozo Rodríguez                                                              | Vicepresident de BT Telecomunicacions i director de l'Escuela Politécnica de Ingenieros de la Universidad Antonio de Nebrija                                      |
| 2003          | Gabriel Ferraté i Pascual                                                               | Rector de la Universitat Oberta de Catalunya, assessor del Govern d'Espanya i de la Comissió Europea a les respectives comissions de la Societat de la Informació |
| 2004          | Pedro Vicente del Fraile                                                                | Profesor de la ETSETB-UPC |
| 2004          | Ángel Iglesias Cocolina                                                                 | Fundador de la firma IKUSI |
| 2005          | Alexandre Blasi                                                                         | Vicepresident i Conseller Delegat de Samsung |
| 2006          | Daniel Cabedo                                                                           | Director d'Enginyeria i arquitectura de La Salle |
| 2007          | Escola Tècnica Superior d'Enginyeria de Telecomunicació de Barcelona (ETSETB) de la UPC | En commemoració del trentè aniversari de la primera promoció d'enginyers de telecomunicació                                                                       |
| 2008          | Carlos Vivas                                                                            | Director general de Secartys |
| 2009          | Joan Majó i Cruzate                                                                     | President del consell assessor de la Seda i vicepresident de la Fundació Jaume Bofill. Ex-ministre                                                                |
| 2010          | Josep Clotet                                                                            | Fundador de Promax |
| 2011          | Javier Nadal Ariño                                                                      | Vicepresident de la Fundació Telefónica. Primer director general de la DGTel.                                                                                     |
| 2012          | Jaume Ferrús                                                                            | Directiu del grup Mediapro. Antic director general de Canal Satélite Digital                                                                                      |
| 2013          | Josep Amat i Girbau                                                                     | Profesor emérito de la UPC |
| 2014          | Mateo Valero i Cortés                                                                   | Director del BSC-CNS |
| 2015          | Escuela Técnica Superior de Ingeniería de Telecomunicación (ETSIT) de la UPM            | Amb motiu del seu 50è aniversari. |
| 2016          | Miguel Ángel Lagunas                                                                    | Director del Centre Tecnològic de Telecomunicacions de Catalunya (CTTC)                                                                                           |
| 2017          | Facultat d'Informàtica de Barcelona (FIB-UPC)                                           | Amb motiu del seu 40è aniversari. |
| 2018          | Pilar Conesa                                                                            | Fundadora i CEO d'Anteverti |
| 2019 ex aequo | Marcel Coderch                                                                          | President de l'Autoritat Catalana de la Competència |
| 2019 ex aequo | Manel Medina                                                                            | Catedràtic de la UPC i expert internacional en Ciberseguretat (fundador esCert)                                                                                   |
| 2020          | Tobías Martínez                                                                         | Conseller delegat de Cellnex Telecom |

### Premi d'Honor Internacional
Atorgat a una persona amb una àmplia i destacada trajectòria professional relacionada amb l'Electrònica, les Tecnologies de la Informació i la Comunicació o l'Audiovisual en l'àmbit tècnic, acadèmic, empresarial o institucional a nivell internacional.
La primera edició va ser el 2019.
| Any  | Premiat       | Funció                                                                                                  |
| ---- | ------------- | --- |
| 2019 | Roberto Viola | Director General de Communications Networks, Content and Technology (DG Connect) de la Comissió Europea |

### Premi a la Comunicació i Divulgació de les TIC
Per distingir el mitjà de comunicació d'àmbit nacional o internacional que hagi destacat en la seva tasca comunicativa i divulgativa de les TIC.
El premi es va començar a lliurar l'any 2017.
| Any  | Premiat           | Funció                                          |
| ---- | ----------------- | ----------------------------------------------- |
| 2017 | Generació digital | Programa de Televisió de Catalunya del Canal 33 |
| 2018 | La Vanguardia     | Per la seva secció “Tendencias”.                |
| 2019 | Revolució 4.0     | Programa de Catalunya Ràdio                     |
| 2020 | Diari ARA         | Per la seva secció “Dígits i andròmines”        |